# Бранден, Натаниэль
Натаниэль Бранден (англ. Nathaniel Branden, при рождении Натан Блюменталь — англ. Nathan Blumenthal; 9 апреля 1930, Брамптон, Канада — 3 декабря 2014, Лос-Анджелес, США) — американский психолог, психотерапевт и автор книг, известный своими работами в области психологии самооценки  и неоднозначной ролью в движении объективизма.

## Биография
Получил степень бакалавра  по психологии в Калифорнийском университете в Лос-Анджелесе и степень  магистра в Нью-Йоркском университете. В 1973 году он получил степень Ph.D. по психологии в неаккредитованном (но одобренном штатом Калифорния) университете англ. California Graduate Institute (CGI)